# Åkersparv
Åkersparv (Spizella pusilla) är en fågel i familjen amerikanska sparvar inom ordningen tättingar. Den häckar i centrala och östra Nordamerika. Vintertid förekommer den i sydöstra USA, men även in i nordöstra Mexiko.

## Utseende
Åkersparvar är relativt små (12–15 cm) och slanka sparvar med kort, konformad näbb, rundat huvud och rätt lång stjärt. Undersidan är ljusgrå med mjukt orangefärgad anstrykning. På ovansidan kontrasterar den svartstreckat bruna ryggen mot grått på övergump och stjärt. Vingarna har två svaga vingband.
Huvudet är karakteristiskt ljusgrått med rostfärgad hjässa och ett brett rostfärgat streck bakom ögat. Strupen är vitaktig och kantad av mjukt rostorange strupsidesstreck. Runt ögat syns en tydlig vit ögonring och näbben är skär.

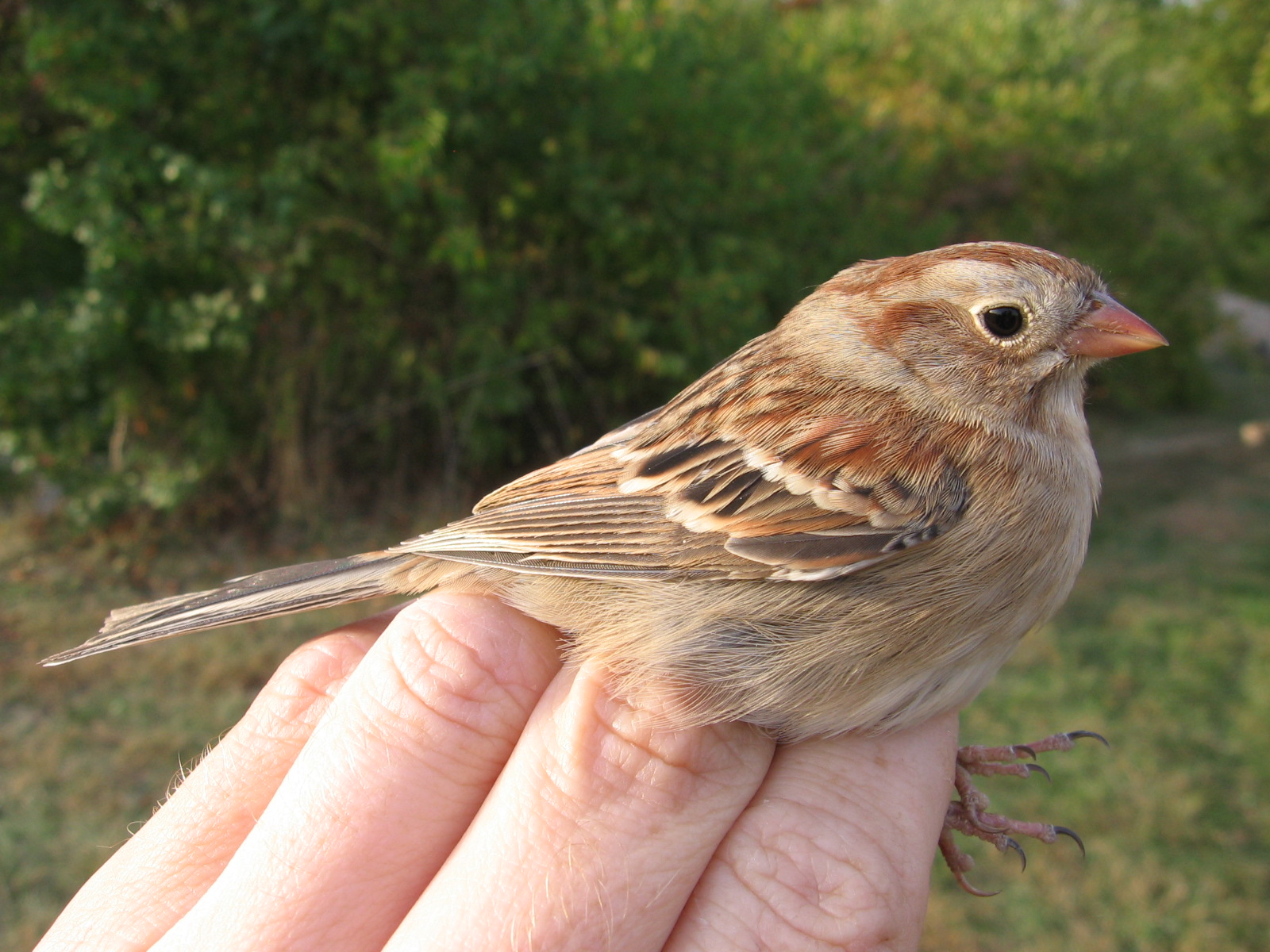

## Läte
Sången består av en accelererande serie med behagliga visslingar. Lätet är ett klart tjippande, kraftigare än tjippsparven och i flykten hörs ett "tseew".

## Utbredning och systematik
Åkersparv förekommer i östra och centrala Nordamerika och behandlas antingen som monotypisk eller delas in i två underarter med följande utbredning:
- Spizella pusilla pusilla – förekommer i sydöstra Kanada, sydöstra USA, flyttar till Mexikanska golfkusten och södra Florida
- Spizella pusilla arenacea – förekommer på slätterna i centrala USA, flyttar till Mexikanska golfkusten och nordöstra Mexiko

### Familjetillhörighet
Tidigare fördes de amerikanska sparvarna till familjen fältsparvar (Emberizidae) som omfattar liknande arter i Eurasien och Afrika. Flera genetiska studier visar dock att de utgör en distinkt grupp som sannolikt står närmare skogssångare (Parulidae), trupialer (Icteridae) och flera artfattiga familjer endemiska för Karibien.

## Levnadssätt
Åkersparven häckar i igenväxta fält med spridda buskar och träd, gärna med inslag av törnbuskar som björnbär och rosenbuskar. Vintertid ses den i liknande miljöer, som skogsbryn och betesmarker, och under flyttningen kan den ses i förortsmiljöer. Födan består av gräsfrön vintertid, medan den övergår till en blandning av frön och insekter när våren närmar sig. Ungarna matas med insekter och spindlar.

### Häckning
Fågeln häckar från månadsskiftet april–maj till början av augusti. Den kan lägga upp till hela fem kullar per häckningssäsong. För varje kull bygger den ett nytt bo, det första på marken och sedan högre och högre upp i buskar och träd i skydd från ormar och andra predatorer. Varje kull innehåller ett till fem ägg som ruvas i tio till 17 dagar, varefter ungarna är flygga efter ytterligare fem till åtta dagar. Åkersparven är utsatt för boparasitism av brunhuvad kostare. I vissa områden i Iowa och Illinois innehåller mellan 50 och 80 procent av alla bon ett kostareägg.

## Status och hot
Arten har ett stort utbredningsområde och en stor population, men tros minska i antal, dock inte tillräckligt kraftigt för att den ska betraktas som hotad. Internationella naturvårdsunionen IUCN kategoriserar därför arten som livskraftig (LC). Världspopulationen uppskattas till 9,3 miljoner individer.